# Государственный флаг

Государственный и военный флаг РСФСР. Образец 1918 года. (1918—1937)

Госуда́рственный флаг (национа́льный флаг) — один из символов государства; представляет собой одноцветное или многоцветное полотнище различной формы с определённым соотношением сторон, прикреплённое с одной стороны к древку (или шнуру). Также зачастую так называют изображение, наносимое на такое полотнище.
На государственном флаге обычно изображаются: герб, его отдельные элементы или различные символические эмблемы, объясняемые (весьма условно) историческими событиями, государственным строем, географическим положением, экономикой государства или страны, административным делением, преданиями, религиозными верованиями, традициями. Описание современного флага, так же, как и государственного герба, фиксируется в законодательном порядке в конституции государства. Специальные правительственные акты регламентируют порядок подъёма и спуска флага. В XIX веке для обозначения главного знамени существовал специальный термин — «панир». Этот термин, зафиксированный в словарях иностранных заимствований А. Д. Михельсона и А. Н. Чудинова, не вошёл, однако, в словари В. Даля и М. Фасмера.

## В Российской Федерации
В Российской Федерации — России государственный флаг является официальным государственным символом и представляет собой прямоугольное полотнище из трёх горизонтальных полос равной ширины (сверху вниз: белая, синяя, красная). Пропорции ширины полотнища к его длине — 2:3.
В соответствии с законодательством государственный флаг Российской Федерации, развевающийся над зданием, свидетельствует о принадлежности этого здания к государственным органам. Флаг России можно увидеть на зданиях Администрации Президента Российской Федерации, Совета Федерации Федерального Собрания Российской Федерации, Государственной Думы Федерального Собрания Российской Федерации, Правительства Российской Федерации, Конституционного Суда Российской Федерации, Верховного Суда Российской Федерации, Генеральной прокуратуры Российской Федерации, Центрального банка Российской Федерации, Счётной палаты Российской Федерации, резиденции Уполномоченного по правам человека в Российской Федерации, Центральной избирательной комиссии Российской Федерации, а также на зданиях федеральных органов исполнительной власти, резиденциях полномочных представителей Президента Российской Федерации в федеральных округах и зданиях органов государственной власти субъектов Российской Федерации.
Государственный флаг Российской Федерации также поднимается на зданиях дипломатических представительств, консульствах или иных официальных представительств Российской Федерации за пределами государства.
Как символ принадлежности к Российской Федерации государственный флаг поднимается на судах в качестве кормового флага, на носовом флагштоке или гафеле, на военных кораблях и судах в соответствии с Корабельным уставом, на вспомогательных судах Военно-Морского Флота для выполнения работ за пределами Российской Федерации в качестве кормового флага.
Существует также традиция в дни государственных праздников вывешивать флаг на жилых домах, а также устанавливать его на флагштоках или мачтах в местах проведения массовых мероприятий.